# Tézisek Feuerbachról

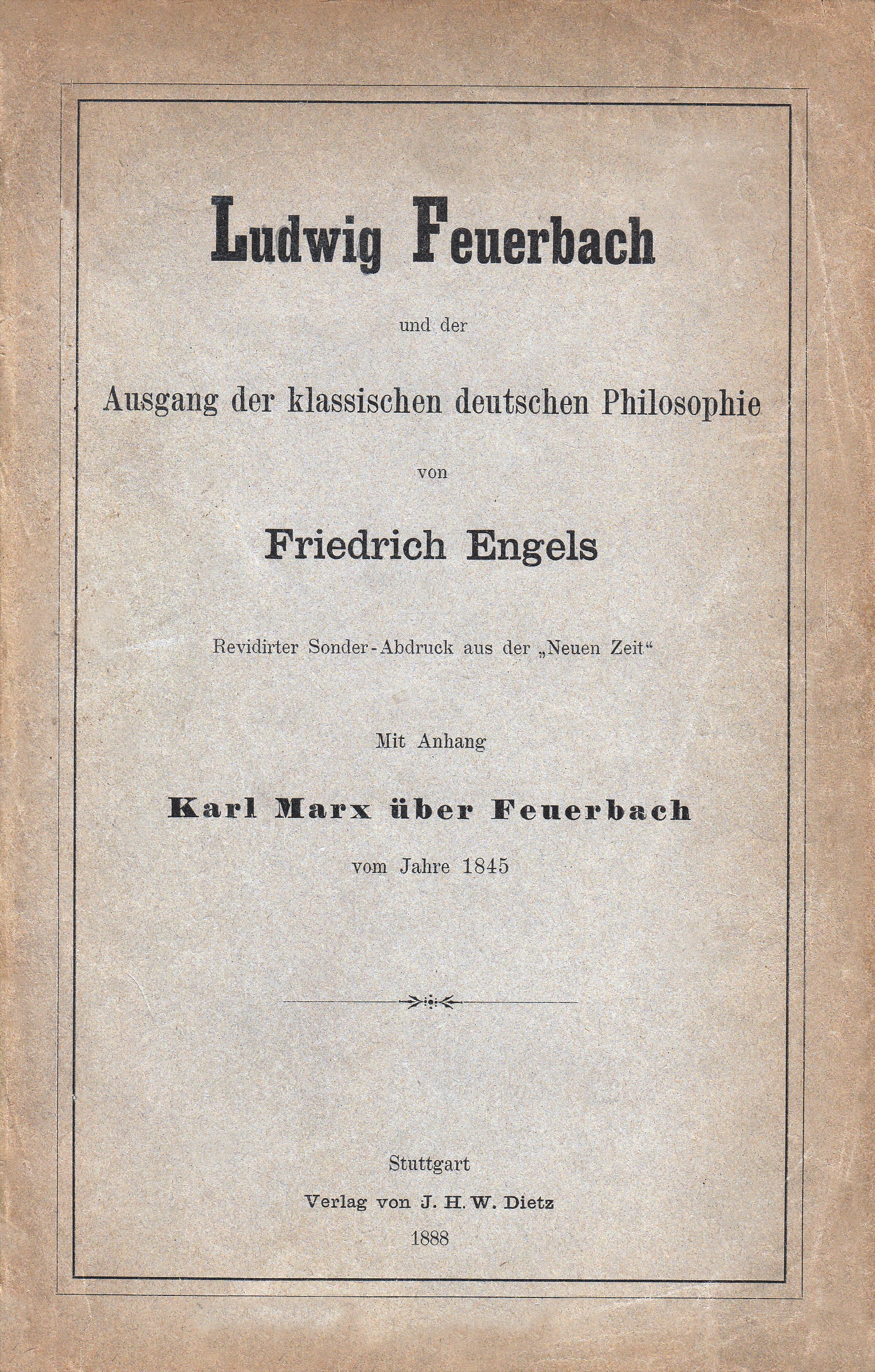
A röpirat borítója, ahol 1888-ban először megjelent a Tézisek Feuerbachról

A Tézisek Feuerbachról tizenegy rövid filozófiai kommentár, amelyet Karl Marx A német ideológia című könyv első fejezetének alapvázlataként írt 1845-ben. A könyvhöz hasonlóan a Téziseket sem adták ki Marx életében, először 1888-ban jelent meg nyomtatott formában Friedrich Engels röpiratának mellékleteként. A mű leginkább az epigrammatikus 11. tézis és annak utolsó sora miatt vált híressé: "A filozófusok eddig csupán többféleképpen értelmezték a világot; a lényeg az, hogy megváltoztassák." (Eredeti német változatban: Die Philosophen haben die Welt nur verschieden interpretiert; es kommt darauf an, sie zu verändern. )

## Háttere
1845 februárjában Karl Marxot François Guizot külügyminiszter utasítására deportálták Franciaországból. Marx Brüsszelben talált menedéket, ahol ugyanazon év áprilisától néhány hónapra csatlakozott hozzá Friedrich Engels is. Marx Brüsszelben kezdte először kialakítani az osztályharc elméletét (történelmi materializmus)– azt az elképzelést, hogy a politikatörténet alapvető változásainak hátterében az uralkodó és az elnyomott osztályok közötti gazdasági harc állt, amely a társadalom szerkezeti átalakulásainak gyökere volt.
Marx elkezdett dolgozni A német ideológia című könyvén, amelyben kifejti új történelemfilozófiai nézeteit. Ezzel a projekttel kapcsolatban Marx egy szűkszavú, 11 pontos kommentárokat és epigrammákat írt Ludwig Feuerbach gondolatairól. Feuerbach az ifjúhégeliánusok közé tartozott, akiket Marx a materializmus legmodernebb képviselőinek tartott, bár Marx úgy vélte, Feuerbach nem vont le teljesen kielégítő politikai következtetéseket filozófiai meglátásaiból. Ezeket a "téziseket" eredetileg A német ideológia első fejezetének vázlataként írta, és ezek többségét hosszabban is kidolgozta abban a művében.

## Tartalma
Marx élesen bírálta az ifjúhegeliánusok szemlélődő materializmusát, amely elszigetelten és absztrakt módon szemléli "az ember lényegét", ehelyett úgy vélte, hogy az ember természetét csak gazdasági és társadalmi kapcsolataival összefüggésben lehet megérteni. Marx azzal érvelt, hogy a vallásos meggyőződés megszüntetéséhez nem elegendő, ha feltárjuk annak eredetét; helyette inkább a mögöttes társadalmi és gazdasági struktúrát kell megértenünk, ami a vallásos meggyőződést kiváltotta, és hogy ennek átalakulása volt a vallás felszámolásának szükséges előfeltétele.
A Tézisek a politikai cselekvést azonosítják a filozófia egyetlen igazságaként, ahogy azt Marx az elhíresült idézetben is összefoglalja: "A filozófusok eddig csupán többféleképpen értelmezték a világot; a lényeg az, hogy megváltoztassák." Miközben a szöveg meg kívánja őrizni a német kritikai idealizmus álláspontját, ezt a kritikát gyakorlati, anyagi, és politikai kifejezésekre ülteti át.

## Kiadása

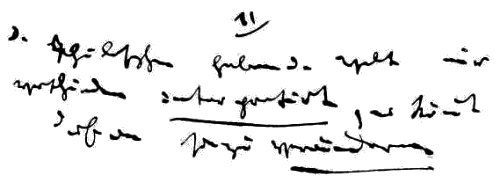
A 11. tézis Feuerbachról, ahogyan az az eredeti német kéziratban szerepel

Hiába igyekeztek kiadót találni, A német ideológia nem jelent meg sem Marx, sem Engels életében. A polémikus művet végül csak 1932-ben adta ki teljes terjedelmében az Összszövetségi Kommunista Párt Központi Bizottságának Marx–Engels–Lenin Intézete Moszkvában.
Marx élete során saját kezűleg sem adta ki a Feuerbachról szóló téziseket. Ezt az anyagot később Friedrich Engels szerkesztette, és 1888 februárjában adták ki Ludwig Feuerbach és a klasszikus német filozófia vége című pamfletjének kiegészítéseként. Marx eredeti, szerkesztetlen szövege csak 1924-ben jelent meg német és orosz fordításban a Marx–Engels Archívum I. könyve részeként a moszkvai Marx–Engels Intézet gondozásában.

## A szöveg felhasználása
A Feuerbachról szóló tizenegyedik tézist – „A filozófusok eddig csupán többféleképpen értelmezték a világot; a lényeg az, hogy megváltoztassák” – Szergej Prokofjev felhasználta Az októberi forradalom 20. évfordulójára írt kantátájában, op. 74.
A tizenegyedik tézis van a berlini Humboldt Egyetem bejáratára vésve a híres Unter den Linden sugárúton. Ezt a Németországi Szocialista Egységpárt1953-ban rendelte el a második világháborút követő újjáépítés részeként.
A tizenegyedik tézis egyben Marx sírfelirata is, amelyet a londoni Highgate temetőben lévő sírkövére véstek a Kommunista Kiáltvány utolsó sorával együtt, ami a „Világ proletárjai, egyesüljetek”.
Whittaker Chambers amerikai származású író publikálta saját fordítását 1952-es Tanú című memoárjában: "A filozófusok megmagyarázták a világot; amit megváltoztatni szükséges."

## Fordítás
Ez a szócikk részben vagy egészben  a   Theses on Feuerbach című angol Wikipédia-szócikk ezen változatának fordításán alapul.  Az eredeti cikk szerkesztőit annak laptörténete sorolja fel. Ez a jelzés csupán a megfogalmazás eredetét és a szerzői jogokat jelzi, nem szolgál a cikkben szereplő információk forrásmegjelöléseként.